# Good Good
Good Good è un brano musicale della cantante statunitense Ashanti, estratto come secondo singolo dall'album The Declaration del 2008. Il brano ha raggiunto la trentesima posizione della classifica Billboard Hot R&B/Hip-Hop Songs.

## Tracce
CD Promo
1. Good Good (Main)
2. Good Good (Instrumental)
3. Good Good (Acappella)

## Classifiche
| Classifica (2008)          | Posizione più alta |
| -------------------------- | ------------------ |
| U.S. Hot R&B/Hip-Hop Songs | 30                 |